# Fyrflikig jordstjärna
Fyrflikig jordstjärna (Geastrum quadrifidum) är en svampart som beskrevs av DC. ex Pers. 1801. Fyrflikig jordstjärna ingår i släktet jordstjärnor och familjen jordstjärnor.  Arten är reproducerande i Sverige. Inga underarter finns listade i Catalogue of Life.

## Källor

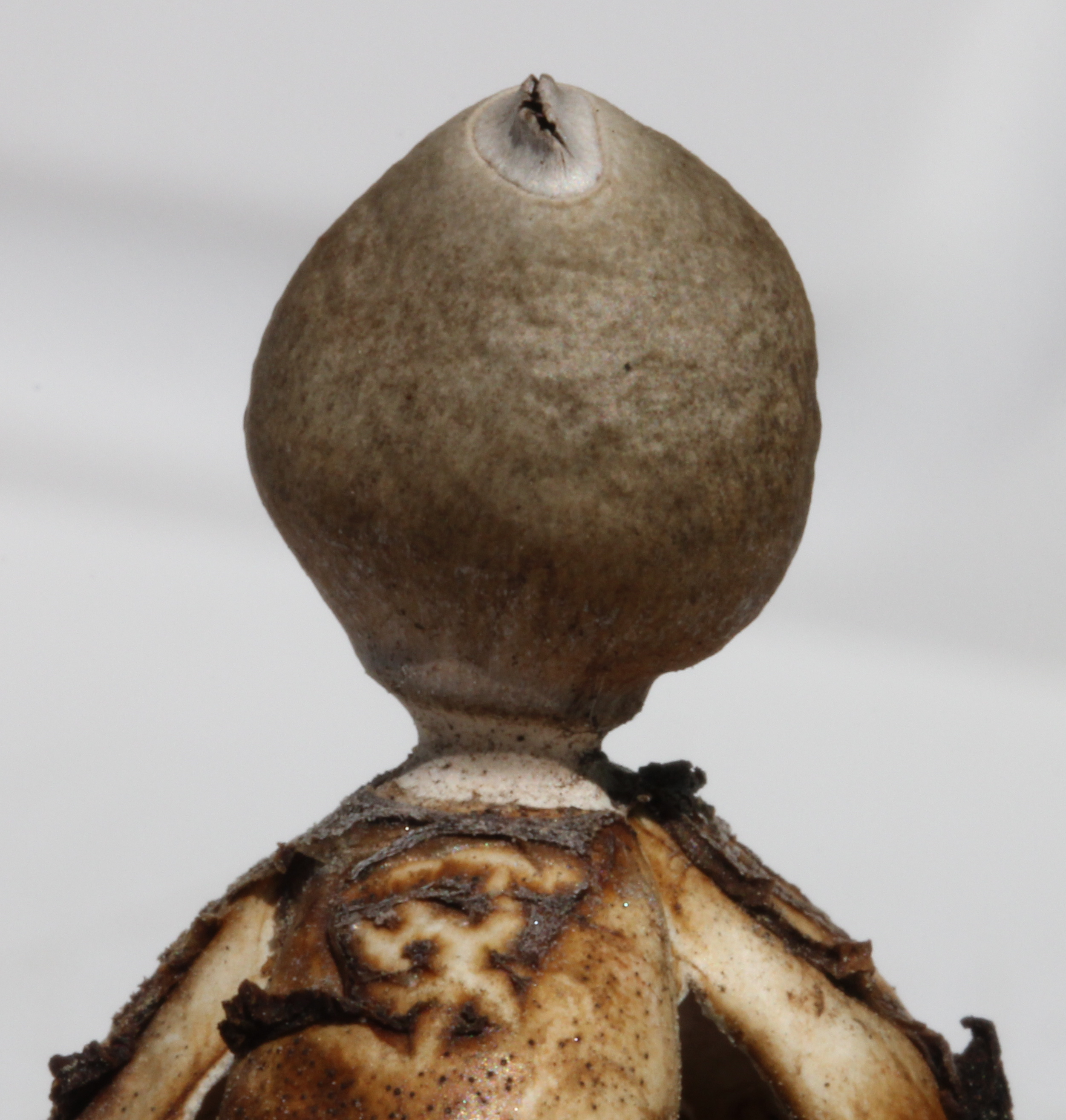
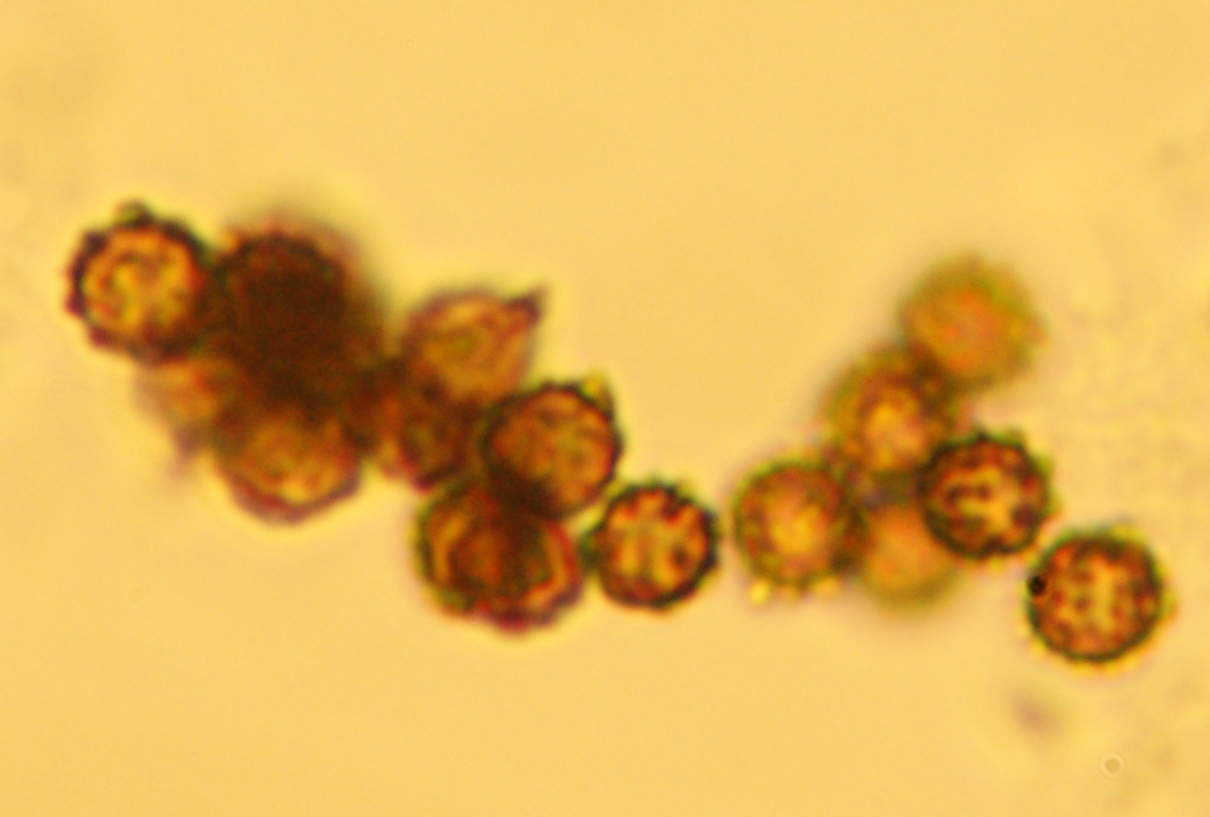
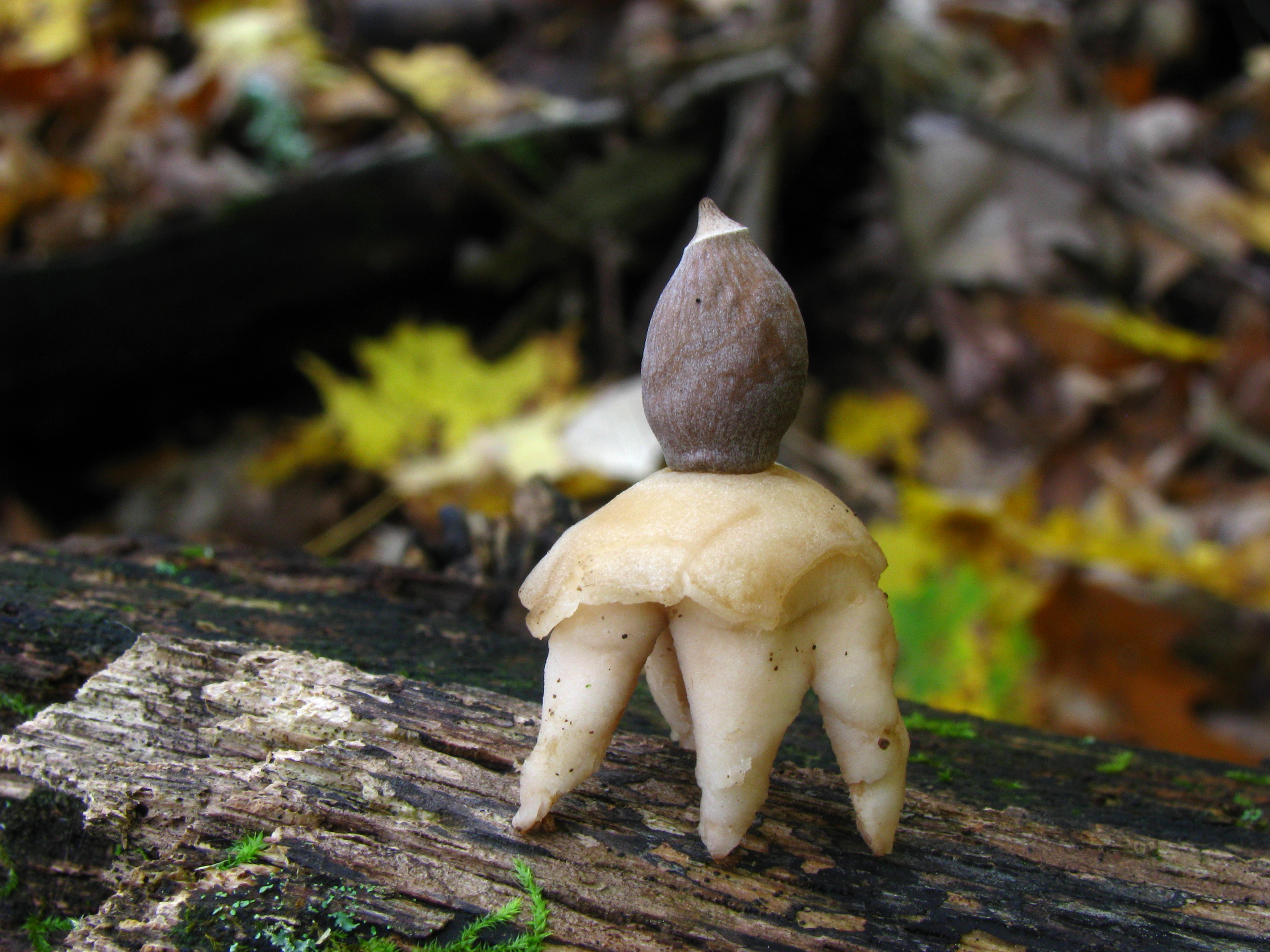